# ストレンジ・デイズ/1999年12月31日
『ストレンジ・デイズ/1999年12月31日』（原題：Strange Days）は、1995年のアメリカ映画。

## 概要
キャメロンの原作小説を元に製作された。原案・脚本・製作はジェームズ・キャメロンで監督は公私に渡るパートナーであるキャスリン・ビグロー（既に離婚）が務めている。他の制作陣にもキャメロンが制作した『トゥルーライズ』のスタッフが加わっている。1996年にはコミックや小説も発売された。
出演はレイフ・ファインズ、アンジェラ・バセット、ジュリエット・ルイス、トム・サイズモア、ブリジット・バーコほか。

## ストーリー
1999年12月31日、ロサンゼルス。元警官のレニー（レイフ・ファインズ）は娼婦のフェイス（ジュリエット・ルイス）と恋仲となったものの懲戒免職になり、フェイスにも去られてしまった。現在はスクイッドと呼ばれる他人の五感を体験できる闇ソフトのディスクを、フェイスを思い出すために自分にも使用しながら、売買し生活している。ある日の深夜、フェイスの友人でディスクを提供してくれる娼婦のアイリス（ブリジット・バーコ）が助けを求めてやって来る。何者かに怯えるアイリスは2人の警官が乗ったパトカーが現れた途端に「フェイスもヤバイのよ」と言い残して去ってしまった。
テレビでは人気黒人ラッパーのジェリコ・ワンが射殺されたと繰り返し報じていた。町に不安が高まるなか、レニーの元に差出人不明の1枚のディスクが届けられた。そのディスクには風呂上がりで下着姿のアイリスが何者かに襲撃され、電撃で悶えさせられた挙句に縛って吊るされ、カッターナイフでシャツを切り裂かれて乳房を露わにされ、さらにパンティーを剥ぎ取られた挙句レイプされ殺されていく過程が記録されていた。しかも犯人は彼女と自らにスクイッドを装着して、自分自身に犯されながら殺されるという倒錯的な快感を味わいながらアイリスを惨殺したのだった。そしてディスクを再生しているレニーにも追体験をさせながら。
レニーはフェイスを守るべく、親友のメイス（アンジェラ・バセット）らと共に犯人捜しを始めた。アイリスがキーとなるディスクを車に放り込んだことを思い出したレニーたちが駐車場に向かうと、ロス市警の警官が襲撃してきた。カーチェイスの末に逃げ延びた二人が手に入れたディスクには、警官によるジェリコの射殺事件を目撃したアイリスが彼らに追われる映像が収められていた。しかし、アイリス殺害の際に死んだ彼女の両目を開かせパンティーを持ち帰るなどの異常な手口から、レニーはアイリス殺しの犯人は別にいると推理する。レニーの仲間や知り合いが次々に殺されていく。カウントダウンが迫る中、レニー達は真犯人捜しに奔走する。

## 登場人物
レニー・ネロ
演 - レイフ・ファインズ、日本語吹替 - 安原義人
本作の主人公で元警官。スクイッドの売人だが唯一、猟奇物のディスクである「ブラックジャック」は扱わない。
メイス
演 - アンジェラ・バセット、日本語吹替 - 塩田朋子
レニーの友人の運転手兼ボディガード。離婚しており子供が一人いる。レニーからの愛称は「メイシー」。
フェイス・ジャスティン
演 - ジュリエット・ルイス、日本語吹替 - 土井美加
レニーの元恋人でアイリスの友人の娼婦。歌手を目差しておりそのためにガントに抱かれる。性格は冷めてはいるが、アイリスが殺害された際に悲しがるなど本心が見える。
マックス・ペルティエ
演 - トム・サイズモア、日本語吹替 - 樋浦勉
探偵。レニーの友人で元警官。頭に弾丸が残っている。
フィロ・ガント
演 - マイケル・ウィンコット、日本語吹替 - 谷口節
音楽界の大物。フェイスを愛人にしている。
アイリス
演 - ブリジット・バーコ、日本語吹替 - 深雪さなえ
娼婦でフェイスの友人。年齢は小説だが20代前半で映画では20代後半。
ジェリコ・ワン
演 - グレン・プラマー、日本語吹替 - 石井康嗣
過激な黒人ラップ歌手。取り巻きの男女のリプレーらと共に何者かに射殺される。
パーマー・ストリックランド
演 - ジョセフ・ソマー、日本語吹替 - 小島敏彦
警察署長の副総監。レニーの元上司。
バートン・ステックラー
演 - ヴィンセント・ドノフリオ、日本語吹替 - 福田信昭
ロス市警の警官。
ドウェイン・エンゲルマン
演 - ウィリアム・フィクナー
バートンと共に行動するロス市警の警官。モデルはターミネーターT-1000。
ティック
演 - リチャード・エドソン
レニーの友人でスクイッドの売人。小説ではアイリス殺害のディスクを見て「芸術的」と称す変態。ディスクの解析後に口封じとして何者かに殺害される。原作では「トラン」という男である。

## スタッフ
- 監督：キャスリン・ビグロー
- 製作・原案・脚本：ジェームズ・キャメロン
- デザイン：シド・ミード
- 音楽：グレーム・レヴェル
- 日本語字幕：戸田奈津子

## 備考
- 本作は、前述の娼婦アイリス（ブリジット・バーコ）の殺害シーンがあまりにも残虐かつ悲惨であるが重要なシーンであるためカットするわけにいかないため、キャメロン、ビグロー作品にしては珍しく地上波放送の際はノーカットでは深夜放送に限られている。日本と違い本国ではR指定作品である。
- 原作小説にあった下品かつ過激なセリフや不適切な表現などは映画ではソフトなものに変更されている。